# 東京民主医療機関連合会
東京民主医療機関連合会（とうきょうみんしゅいりょうきかんれんごうかい）は、東京都における全日本民主医療機関連合会(民医連)の地方組織である。

## 概要
2013年4月末現在、病院15、診療所118（歯科診療所14を含む）、保険薬局80、訪問看護ステーション70、県連共同事業所2、看護学校1、介護福祉専門学校1、老健・特養施設5、地域包括支援センター6、訪問介護ステーション17、その他事業所24など、合計339カ所が加盟している。
事務局は東京都豊島区南大塚2-33-10 ラパスビル2F。

## 加盟法人
(この節の出典)
- 医療法人財団健和会 - 足立区千住曙町4-16 千住曙共同会館3F
  - 柳原病院 - 足立区千住曙町35-1
  - 柳原リハビリテーション病院 - 足立区柳原1-27-5
  - みさと健和病院 - 埼玉県三郷市鷹野4-494-1
- 東京保健生活協同組合 - 文京区大塚3-36-7
  - 東京健生病院 - 文京区大塚4-3-8
  - 大泉生協病院 - 練馬区東大泉6-3-3
- 社会医療法人財団城南福祉医療協会 - 大田区大森東4-4-14
  - 大田病院 - 大田区大森東4-4-14
- 医療法人財団東京勤労者医療会 - 渋谷区千駄ケ谷5-12-12
  - 代々木病院 - 渋谷区千駄ケ谷1-30-7
  - 東葛病院 - 千葉県流山市中102-1
  - みさと協立病院 - 埼玉県三郷市田中新田273-1
  - 勤医会東葛看護専門学校 - 千葉県流山市下花輪409
- 社会医療法人社団健生会 - 立川市錦町1-23-25
  - 立川相互病院 - 立川市緑町4-1
  - 健生会ふれあい相互病院 - 立川市錦町1-16-15
  - あきしま相互病院 - 昭島市もくせいの杜2-2-1
- 医療法人(財団) 南葛勤医協 - 港区新橋6-19-21
- 医療法人財団 健康文化会 - 板橋区小豆沢1-6-8
  - 小豆沢病院 - 板橋区小豆沢1-6-8
- 医療法人(社団) 健友会 - 中野区中野5-44-3
  - 中野共立病院 - 中野区中野5-44-7
- 東京ほくと医療生活協同組合 - 北区豊島3-4-15
  - 王子生協病院 - 北区豊島3-4-15
- 医療法人(財団) ひこばえ会 - 足立区東和4-24-16
- 東京葛飾医療生活協同組合 - 葛飾区白鳥2-3-6
- 目黒医療生活協同組合 - 目黒区上目黒4-4-21
- 医療法人財団 共立医療会 - 八王子市東町2-3
- 西都保健生活協同組合 - 清瀬市上清戸2-1-41
- 北多摩中央医療生活協同組合 - 小金井市本町1-17-10
- 医療法人財団 健愛会 - 足立区千住曙町4-16
- 東京西部保健生活協同組合 - 杉並区和田2-22-2
- 医療法人(社団) ゆうの会 - 武蔵野市西久保2-17-11
- 医療法人社団はたがや協立会 - 渋谷区幡ヶ谷3-9-11 プラッツ幡ヶ谷1F
- 人格なき社団柳原歯科 - 足立区柳原1-8-6 大山ビル1F
- 三多摩福祉会 -  立川市錦町1-17-15 地域保健企画ビル2F
- 特定非営利活動法人　城北地域福祉サービス協会 - 板橋区小豆沢1-9-16
- 社会福祉法人 すこやか福祉会 - 足立区千住曙町4-16
- 社会福祉法人　東京さくら福祉会 - 世田谷区桜丘4-7-17
- 特定非営利活動法人　いきいき福祉会 - 八王子市東町2-3
- 株式会社　城南医薬保健協働 - 大田区大森東4-18-3 門井ビル1F
- 城南保健生活協同組合 - 大田区大森東4-6-15 サンマンション101号
- 株式会社　外苑企画商事 - 流山市前平井155 わかばビル3F
- 株式会社　東京医療問題研究所 - 中野区中野5-47-10
- 株式会社　地域保健企画 - 立川市錦町1-17-15 地域保健企画ビル5F
- 株式会社　エイトライフ - 小平市美園町1-2-16
- 有限会社　井草プラン - 杉並区上井草3-1-19
- 株式会社　あじゅうん - 足立区東和4-20-15
- 一般社団法人メディックス - 足立区千住曙町37-9
- 一般社団法人ピー・シー・エス - 三郷市鷹野4-514-2
- 一般社団法人　東京メディエール - 文京区大塚4-3-1
- 公益財団法人　社会医学研究センター - 板橋区熊野町47-11
- 一般財団法人東京保健会 - 板橋区大谷口上町26-2
- 事業協同組合　協立医師協同組合 事務局 - 板橋区上板橋3-15-5
- 保健医療福祉協同組合 - 足立区千住曙町4-16 千住曙共同会館1F
- 株式会社医療共済社 - 板橋区熊野町47-11
- 協同組合医療と福祉 - 渋谷区千駄ヶ谷5-12-12
- 株式会社福祉協同サービス - 足立区柳原1-7-10
- 有限会社あずさわ福祉本舗 - 板橋区坂下1-12-21 ユニオン企画ビル1F
- 一般社団法人給食協同サービス　リップル - 足立区千住曙町4-16 千住曙共同会館
- 学校法人東都医療福祉学院 - 足立区千住仲町14-4
  - 千住介護福祉専門学校 - 足立区千住仲町14-4

## 関連人物
- 秋元寿恵夫(医師、作家 ) - 戦後、東京民医連の結成に参加する。
- 高柳新(医師、社会運動家) -  元東京民医連副会長。
- 吉田万三
- 小池晃

## 交通アクセス
- JR山手線「大塚駅」南口より徒歩5分
- 東京メトロ丸ノ内線「新大塚駅」より徒歩5分